# Murder Junkies
Murder Junkies (с англ. — «Убойные Торчки») — седьмой студийный альбом Джи-Джи Аллина и Antiseen, изданный в июне 1991 года лейблом New Rose Records.

## Об альбоме
Джи-Джи вместе с группой отошли от классического панк-рока, привнося элементы хэви-метала и хард-роковые риффы. Такие песни, как «Murder for the Mission», «Violence Now» и «I Hate People» имеют шоковый, злой и погранично-абсурдный смысл, подобно прошлому творчеству Аллина. Тексты песен затрагивают темы мизантропии.
Первоначальное издание альбома включало в себя 20 композиций, 10 из которых были выдержаны в жанре спокен-ворд. В переиздание альбома вошли 10 первоначальных композиций (не относящиеся к спокен-ворду) и пять дополнительных.

## Отзывы критиков
Бен Конолей из Punknews.org назвал данный альбом одной из самых сильных работ Джи-Джи, однако отметив, что «несмотря на то, что некоторые считают его одним из единственных настоящих панков, Аллин был интересен только как цирк уродов <…> Если вы не очень хорошо ознакомлены с творчеством Аллина, то этот альбом — не самый подходящий вариант для знакомства».
Аарон Леви из Exclaim! назвал данный альбом «злобным ломтиком панк-рока/метала» и лучшим из творчества Аллина, отметив что альбом «напоминает нам о том, как низко может опуститься панк-рок».

## Список композиций
Слова и музыка всех песен — написаны Джи-Джи Аллином.
| №                   | Название                                     | Перевод                                           | Длительность |
| ------------------- | -------------------------------------------- | ------------------------------------------------- | ------------ |
| 1.                  | «Savage Blood Bath»                          | Жестокое кровопролитие                            | 0:54         |
| 2.                  | «Murder For The Mission - Terrorist Anarchy» | Убей ради миссии - Террористическая анархия       | 1:34         |
| 3.                  | «Sidewalk Walking»                           | Прогулка по тротуару                              | 0:57         |
| 4.                  | «I Love Nothing»                             | Я ничто не люблю                                  | 2:03         |
| 5.                  | «Self Absorbed»                              | Самовлюблённый                                    | 1:55         |
| 6.                  | «99 Stab Wounds - Decapitation Ritual»       | 99 колотых ран - Ритуал обезглавливания           | 1:45         |
| 7.                  | «No Limits No Laws»                          | Никаких границ, никаких законов                   | 1:37         |
| 8.                  | «War In My Head - I'm Your Enemy»            | Война в моей голове - Я — твой враг               | 3:01         |
| 9.                  | «A Dead Fuck»                                | Мёртвый хрен                                      | 1:15         |
| 10.                 | «Sister Sodomy - Death And Defecation»       | Сестра Содомия - Смерть и дефекация               | 1:29         |
| 11.                 | «Kill, Kill, Kill»                           | Убей, убей, убей                                  | 2:23         |
| 12.                 | «Violence Now - Assassinate The President»   | Насилие сейчас - Убей президента                  | 4:06         |
| 13.                 | «Drink From The Pissing Snake Mouth»         |                                                   | 1:01         |
| 14.                 | «Rape, Torture, Terminate And Fuck»          | Изнасилуй, замучай, доведи дело до конца и трахни | 1:08         |
| 15.                 | «Guns And Revolution»                        | Оружие и революция                                | 0:40         |
| 16.                 | «Kill The Police - Destroy The System»       | Убей полицейского - Уничтожь систему              | 2:18         |
| 17.                 | «Immortal Pieces Of Me»                      | Бессмертная часть меня                            | 1:55         |
| 18.                 | «My Prison Walls - 206045»                   | Мои тюремные стены - 206045                       | 3:56         |
| 19.                 | «Death Before Life - Bloody Cunt Slider»     |                                                   | 0:22         |
| 20.                 | «I Hate People»                              | Я ненавижу людей                                  | 6:59         |
| Общая длительность: | Общая длительность:                          | Общая длительность:                               | 41:27        |

| №   | Название                            | Перевод                                           | Длительность |
| --- | ----------------------------------- | ------------------------------------------------- | ------------ |
| 1.  | «Murder For The Mission»            | Убей ради миссии                                  | 1:28         |
| 2.  | «I Love Nothing»                    | Я ничто не люблю                                  | 1:57         |
| 3.  | «99 Stab Wounds»                    | 99 колотых ран                                    | 1:42         |
| 4.  | «War In My Head»                    | Война в моей голове                               | 2:53         |
| 5.  | «Sister Sodomy»                     | Сестра Содомия                                    | 1:22         |
| 6.  | «Violence Now»                      | Насилие сейчас                                    | 4:04         |
| 7.  | «Rape, Torture, Terminate And Fuck» | Изнасилуй, замучай, доведи дело до конца и трахни | 1:07         |
| 8.  | «Kill The Police»                   | Убей полицейского                                 | 2:18         |
| 9.  | «I Hate People»                     | Я ненавижу людей                                  | 7:16         |
| 10. | «My Prison Walls»                   | Мои тюремные стены                                | 3:52         |
| 11. | «Violence Now (Single Version)»     | Насилие сейчас (сингл-версия)                     | 2:56         |
| 12. | «Cock On The Loose»                 | Хуй на свободе                                    | 2:59         |
| 13. | «Layin' Up With Linda»              |                                                   | 2:07         |
| 14. | «I Wanna Fuck The Shit Out Of You»  |                                                   | 1:30         |
| 15. | «Outlaw Scumfuc»                    |                                                   | 4:05         |

## Участники записи
- Джи-Джи Аллин — вокал
- Джефф Клэйтон — бэк-вокал, перкуссия
- Джо Янг — электрогитара
- Том О'Киф — бас-гитара
- Дуг Трогмортон — ударные
- Джефф Мердок — продюсирование